# Бујак (Тарн и Гарона)
Бујак (фр. Bouillac) насеље је и општина у јужној Француској у региону Миди Пирене, у департману Тарн и Гарона која припада префектури Монтобан.
По подацима из 2011. године у општини је живело 589 становника, а густина насељености је износила 19,34 становника/km². Општина се простире на површини од 30,45 km². Налази се на средњој надморској висини од 212 метара (максималној 253 m, а минималној 115 m).

## Демографија
| 1962. | 1968. | 1975. | 1982. | 1990. | 1999. | 2011. |
| ----- | ----- | ----- | ----- | ----- | ----- | ----- |
| 447   | 504   | 467   | 454   | 456   | 447   | 589   |

График промене броја становника у току последњих година